# NGC 4268
NGC 4268 ist eine Balken-Spiralgalaxie mit ausgedehnten Sternentstehungsgebieten vom Hubble-Typ SB0/a im Sternbild Jungfrau nördlich der Ekliptik. Sie ist schätzungsweise 87 Millionen Lichtjahre von der Milchstraße entfernt. Unter der Katalognummer VVC 371 wird sie als Mitglied des Virgo-Galaxienhaufens gelistet.
Gemeinsam mit NGC 4259, NGC 4270, NGC 4273, NGC 4277, NGC 4281 und IC 3153 bildet sie die Galaxiengruppe Holm 368.
Das Objekt wurde am 1. April 1862 von Eduard Schönfeld entdeckt.